# Cinorrodón

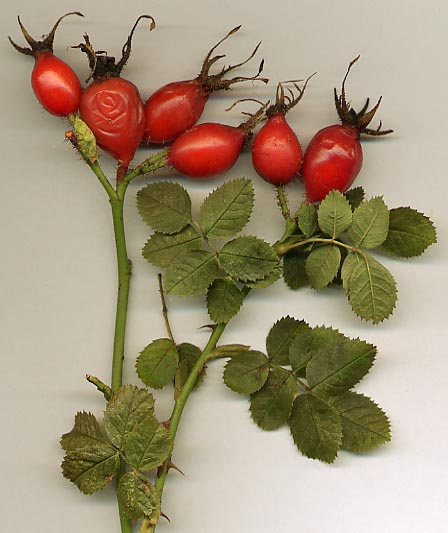
Escaramujos de Rosa canina L., ejemplo de cinorrodón.

En Botánica un cinorrodón es un falso fruto carnoso en el cual el receptáculo de la flor o tálamo tiene forma cóncava (con forma de copa), está hinchado y contiene en su interior numerosos aquenios que son los frutos verdaderos. En este caso, como en el del eterio, se lo considera un fruto carnoso a pesar de que las estructuras derivadas de los ovarios dan lugar a un fruto seco. 
Un ejemplo típico de cinorrodón es el fruto del rosal, el escaramujo.